# William Joyce Sewell

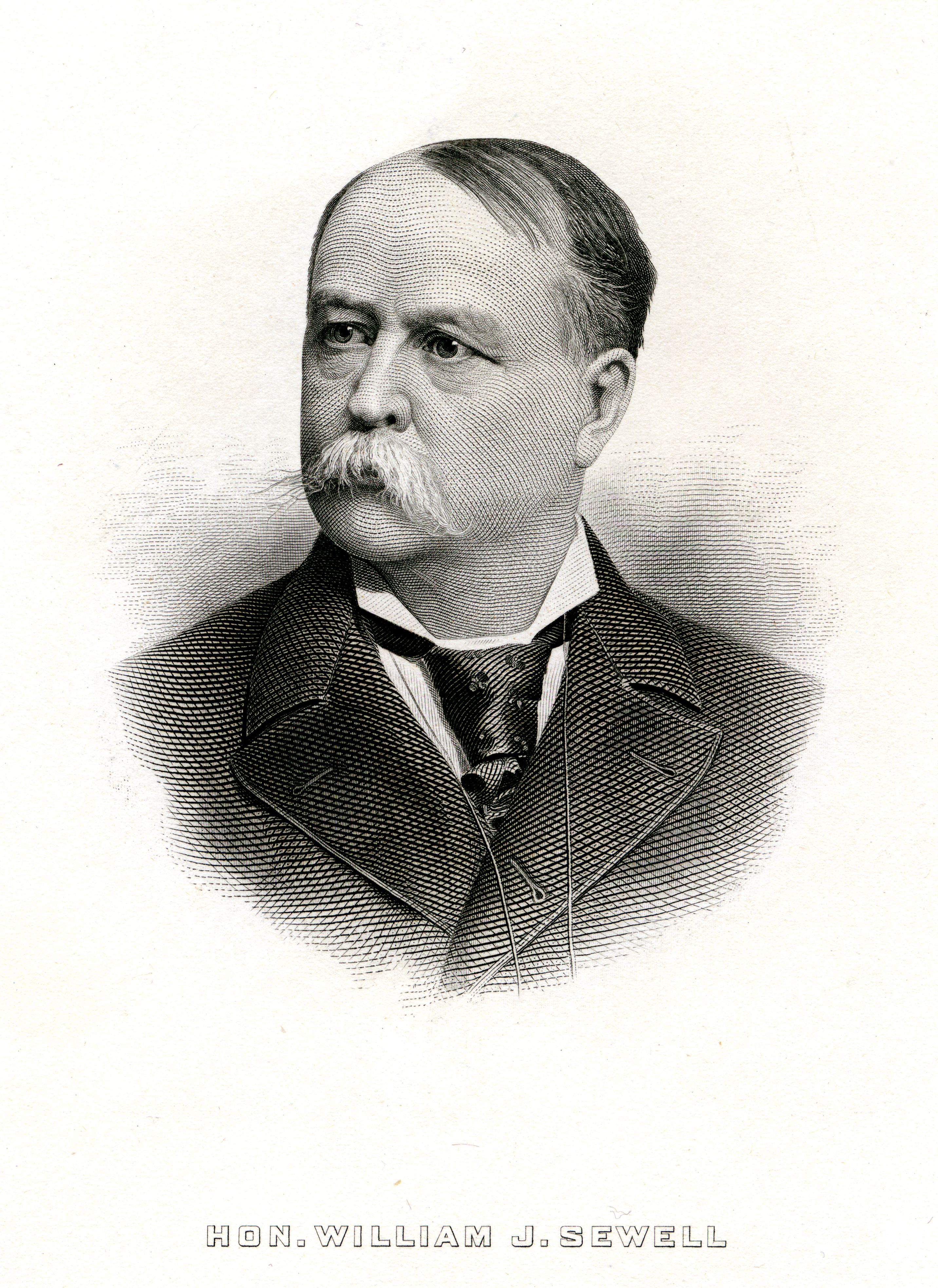
William Joyce Sewell

William Joyce Sewell (* 6. Dezember 1835 in Castlebar, County Mayo, Irland; † 27. Dezember 1901 in Camden, New Jersey) war ein US-amerikanischer Politiker. Zwischen 1881 und 1887 sowie nochmals zwischen 1895 und 1901 vertrat er den Bundesstaat New Jersey im US-Senat.

## Werdegang
Im Jahr 1851 kam William Sewell aus seiner irischen Heimat in die Vereinigten Staaten, wo er sich zunächst in Chicago in Illinois niederließ und im Handel arbeitete. Im Jahr 1860 zog er nach Camden in New Jersey. Während des  Bürgerkrieges diente er bei den Freiwilligen-Truppen des Staates New Jersey, die zum Heer der Union gehörten. Dabei stieg er vom Hauptmann bis zum Oberst auf. Nach dem Krieg wurde er zum Brevet-Generalmajor befördert. Während des Krieges wurde er mehrfach verwundet. Eine dieser Verwundungen erlitt er bei der Schlacht von Gettysburg im Juli 1863.
Nach dem Ende des Krieges stieg Sewell in New Jersey in das Eisenbahngeschäft ein. Dabei brachte er es bis zum Präsidenten der West Jersey & Seashore Rail Road Company. Gleichzeitig schlug er als Mitglied der Republikanischen Partei eine politische Laufbahn ein. Zwischen 1872 und 1881 saß er im Senat von New Jersey, dessen Präsident er im Jahr 1876 sowie von 1879 bis 1880 war. Bei den Wahlen des Jahres 1880 wurde Sewell in den US-Senat gewählt, wo er am 4. März 1881 die Nachfolge von Theodore Fitz Randolph als Class-1-Kategorie-Senator antrat. Da er im Jahr 1886 nicht in seinem Amt bestätigt wurde, konnte er bis zum 3. März 1887 zunächst nur eine sechsjährige Amtszeit im Kongress absolvieren. Zwischenzeitlich war er Vorsitzender des United States Senate Committee on Rules and Administration, das damals noch Committee on Enrolled Bills hieß. Außerdem gehörte er dem Militärausschuss und dem Ausschuss United States Congress Joint Committee on the Library an.
In den folgenden Jahren bewarb sich Sewell zweimal erfolglos um die Rückkehr in den US-Senat. Im Jahr 1893 gehörte er zur Delegation aus New Jersey bei der Weltausstellung in Chicago. Außerdem war er in der Nationalgarde seines Staates aktiv. Dort kommandierte er deren zweite Brigade. Sewell war auch Mitglied im Vorstand der Veteranenorganisation National Home for Disabled Volunteer Soldiers. Im Jahr 1895 wurde er erneut in den US-Senat gewählt, wo er am 4. März 1895 John R. McPherson als Class-2-Senator ablöste. Nach einer Wiederwahl konnte er dieses Mandat bis zu seinem Tod am 27. Dezember 1901 ausüben. In diese Zeit fiel der Spanisch-Amerikanische Krieg von 1898. Ab 1895 war er erneut Vorsitzender des Committee on Enrolled Bills.